# 小笠原勁一

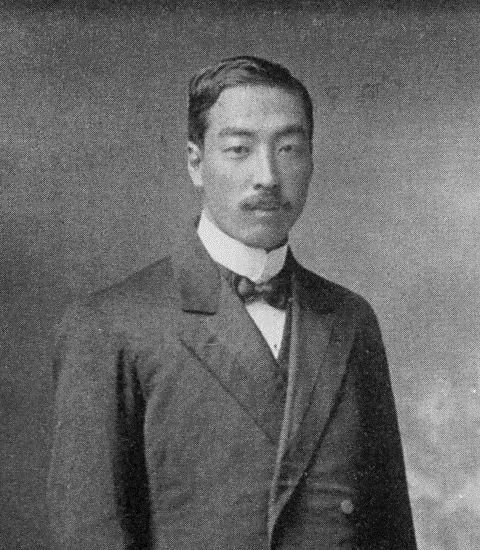
小笠原勁一

小笠原 勁一（おがさわら けいいち、1886年（明治19年）5月31日 - 1919年（大正8年）11月3日）は、大正期の政治家、華族。貴族院子爵議員。

## 経歴
子爵・小笠原長育の長男として生まれる。父の死去に伴い、1895年（明治28年）3月14日、子爵を襲爵した。
1910年（明治43年）早稲田大学政治経済科を卒業。1914年（大正3年）帝室林野管理局属に就任。
1917年（大正6年）3月24日、貴族院子爵議員補欠選挙で当選し、死去するまで在任した。
1919年11月、東京府豊多摩郡千駄ヶ谷町の自邸で療養中に死去した。

## 親族
- 父：小笠原長育（1859 - 1895）
- 先妻：寿美子（すみこ、1894 - 1911）- 従妹で、叔父・柳生俊久の長女[1]。
- 後妻：喜久子（1900 - 1922）- 従妹で、叔父・柳生俊久の三女[1]。
- 養子
  - 小笠原牧四郎（1893 - 1925）- 実弟。1925年、長男・長定が子爵を襲爵した[1]。